# 瑞丽罗伞
瑞丽罗伞（学名：Brassaiopsis shweliensis）为五加科罗伞属的植物，为中国的特有植物。分布于中国大陆的云南等地，生长于海拔1,800米的地区，常生于灌丛中，目前尚未由人工引种栽培。